# Civila flygfältet
Ej att förväxla med Halmstads flygplats

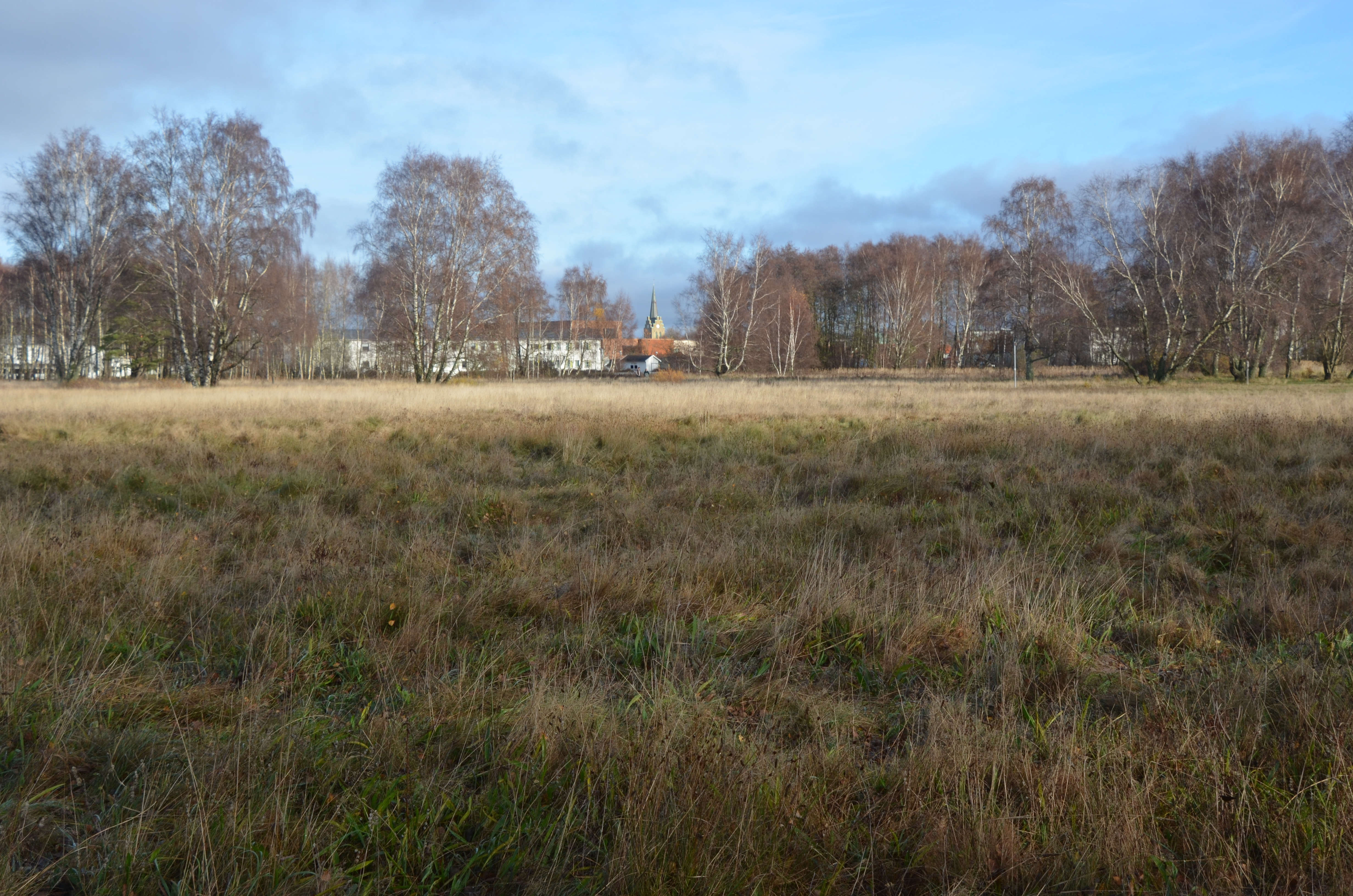
Civila flygfältet mot norr, 2024. I bakgrunden syns Sankt Nikolai kyrka.

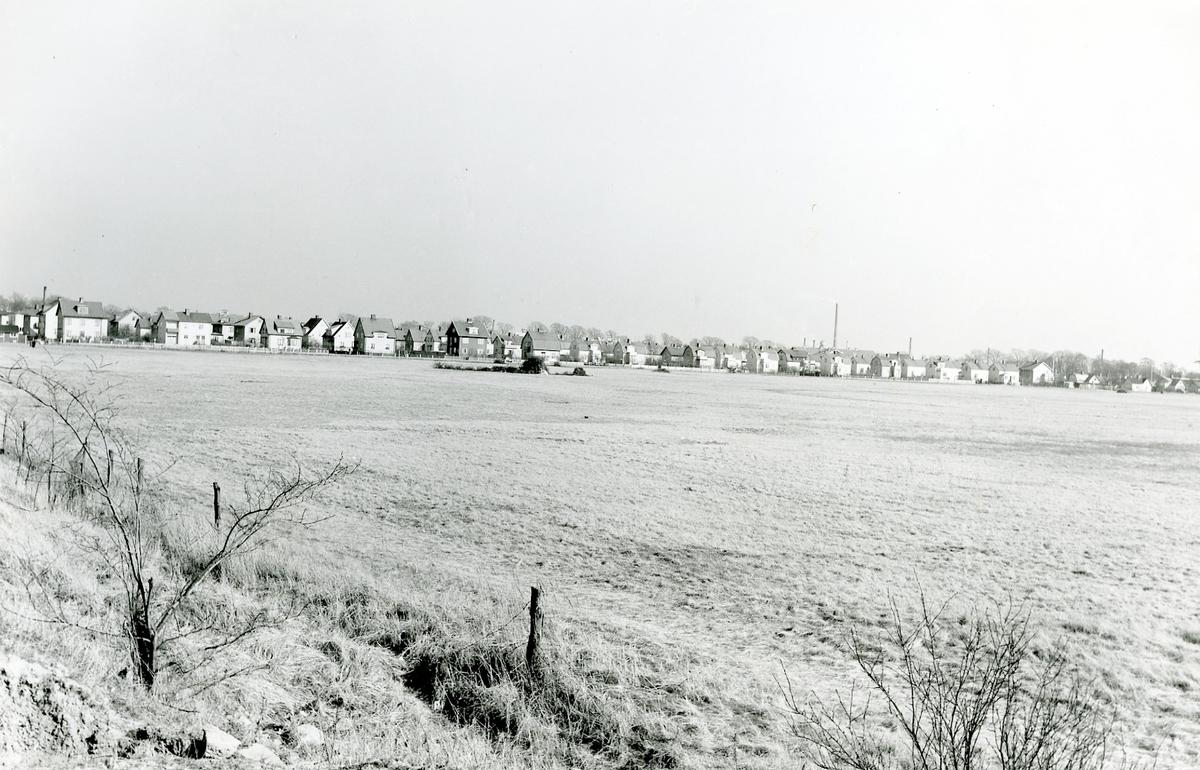
Civila flygfältet mot öster, okänt datum

Civila flygfältet är ett tidigare flygfält i Halmstad, som användes mellan 1936 och 1956.
Flygfältet i Halmstad anlades 1932–1935 på Slottsjorden på Söder sydväst om stadens centrum, mellan Västra stranden och Slottsjordsvägen. Vid denna tidpunkt fanns bara enstaka flygfält för civil kommersiell luftfart i Sverige. Bulltofta flygplats hade anlagts 1923 och Torslanda flyghamn - en kombinerad land- och sjöflygplats med ett nästan cirkulärt gräsfält för starter och landningar - blev också färdigt 1923.
Halmstads flygfält var ett i raden av samtidigt anlagda hjälpflygfält utmed de två på 1930-talet planerade luftfartslederna i Sverige: Malmö - Stockholm - (Helsingfors) och Malmö - Göteborg - (Oslo). Den västra leden hade hjälpflygplatser i Halmstad, Varberg, Backamo, Svarteborg och Strömstad-Näsinge. Luftfartssystemet var baserat på ett riksdagsbeslut 1932. Samtidigt byggdes i Stockholm Bromma flygfält, som blev klart 1936.
De större hjälpflygfälten, av vilket Halmstad var ett, hade en gräsbevuxen yta på 650 x 650 meter, medan de viktigare Göteborgs och Malmös flygfält hade en storlek 850 x 850 meter, också de gräsbevuxna.
Flygfältet i Halmstad användes främst av Halmstads Flygklubb, som bildades 1936.
Det militära flygfältet vid Galgberget för den nya flygflottiljen Hallands flygflottilj (F14) anlades 1944. Civila flygplatsen lades ned 1956 och därefter flyttades hangar och annan utrustning från det gamla flygfältet till en civil del i den södra delen av flygflottiljens fält.
Stora delar av flygfältet ingår nu i Alets naturreservat. I kanten av fältet vid Skepparegatan uppfördes fabriksbyggnader från slutet av 1930-talet för Svenska Kanotverken, sedermera AB Flygindustri med tillverkning av segelflygplan och glidflygplan fram till 1945. Därefter, till 1960, användes lokalerna av konfektionsföretaget Widengren och senare av en byggskola.

## Nödlandning av bombflygplan
Den 22 juni 1944 landade två amerikanska bombflygplan av typ Liberator på flygfältet på hemväg från en bombraid över Tyskland. Det ena planet, som hade buklandat, monterades ned.
Det andra planet, som vid landningen hade stoppat vid fältets nordöstra hörn, startade senare för att flyga till Västerås via Säve. Det kunde lyfta över Laholmsbukten, med knapp marginal, trots fältets begränsade storlek.